# Asmate declathrata
Asmate declathrata är en fjärilsart som beskrevs av Dahl 1930. Asmate declathrata ingår i släktet Asmate och familjen mätare. Inga underarter finns listade i Catalogue of Life.